# Tujetsch
Tujetsch (niem. Tavetsch) – miejscowość i gmina w Szwajcarii, w kantonie Gryzonia, w regionie Surselva.

## Demografia
W Tujetsch mieszkają 1 183 osoby. W 2020 roku 11,7% populacji gminy stanowiły osoby urodzone poza Szwajcarią. 

## Transport
Przez teren gminy przebiega droga główna nr 19. 